# ساندا، هند
ساندا (به انگلیسی: Saunda) یک منطقهٔ مسکونی در هند است که در جارکند واقع شده‌است. ساندا ۲٫۸۲۵ کیلومتر مربع مساحت و ۸۱٬۹۱۵ نفر جمعیت دارد.